# Mitropolia Muntenegrului și a Litoralului
Mitropolia Muntenegrului este cea mai mare eparhie a Bisericii Ortodoxe Sârbe în Muntenegru. Fondată în 1219 de către Sfântul Sava, a devenit, în zilele noastre, una dintre cele mai proeminente eparhii ale Bisericii Sârbești.  Mitropolitul curent ale acestei este Joanikije II.  Titlul său este "Arhiepiscop al orașului Cetinje și al întregului Muntenegru și al Litoralului".